# روز جهانی مبارزه با بیابان‌زایی و خشکسالی

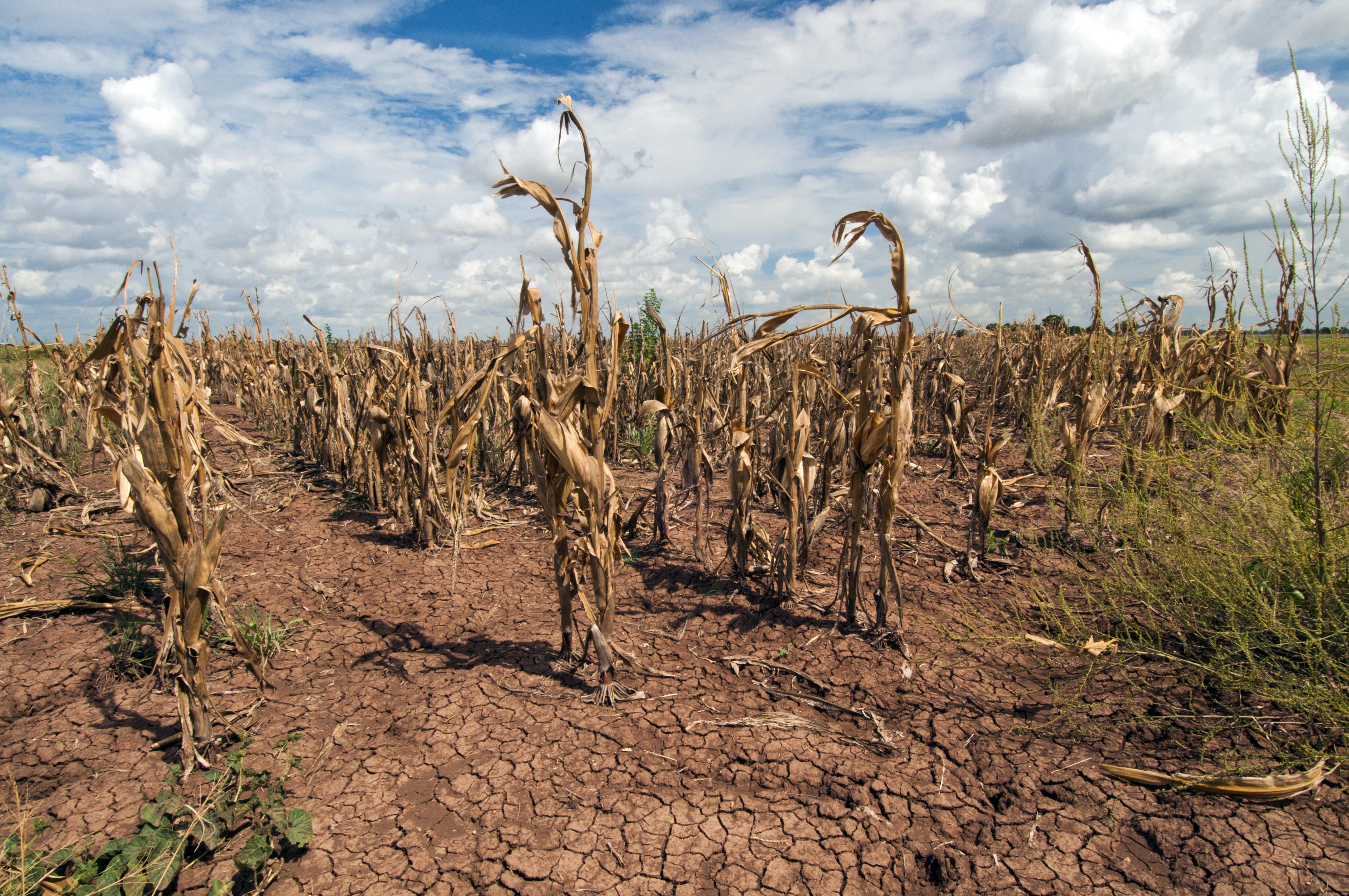
تاثیر خشکسالی بر اراضی کشاورزی

روز جهانی مبارزه با بیابان‌زایی و خشکسالی مراسمی است که هر ساله در ۱۷ ژوئن از سوی سازمان ملل برگزار می‌شود. هدف آن افزایش آگاهی از وجود بیابان‌زایی و خشکسالی، برجسته کردن روش‌های جلوگیری از بیابان‌زایی و بهبودی از خشکسالی است. جشن جهانی هر سال دارای تأکیدی منحصر‌به‌فرد و بدیع است که قبلاً ایجاد نشده بود.
این روز با قطعنامه A/RES/49/115 مجمع عمومی سازمان ملل متحد در ۳۰ ژانویه ۱۹۹۵ پس از روز تنظیم پیش‌نویس کنوانسیون سازمان ملل متحد برای مبارزه با بیابان‌زایی اعلام شد.